# Can Tarradellas (Cervelló)
Cal Tona és una obra del municipi de Cervelló (Baix Llobregat) inclosa en l'Inventari del Patrimoni Arquitectònic de Catalunya.

## Descripció
Es tracta d'un edifici del s. XIX i ampliat, amb una façana nova, al s. XX. Consta de mitgeres de planta baixa, dos pisos, golfes i celler. A l'interior es conserven diverses estances de l'època, així com el jardí amb el pou. A la façana hi ha una obertura per nivell (balcó i finestres), totes són allandades i estan emmarcades per una motllura llisa. Els costats tenen una motllura en forma de carreus. El coronament és mixtilini amb una bola de pedra a cada costat i dues volutes al centre. Tot i haver la barana del balcó d'estil modernista, la façana és dins el noucentisme. Com una característica, a les obertures hi ha unes rajoles de l'arquitecte Rafael Masó anomenades del mugró o mamelló -amb una espiral de color verd i fons de color palla-
Hi ha una placa que diu: "Aquí va néixer, el dia 19 de gener de 1899, en Josep Tarradellas i Joan, president de la Generalitat de Catalunya". El nom de Cal Tona respon als orígens familiars a Tona, a la Plana de Vic.

## Història
En aquesta casa, anomenada Cal Tona, va néixer Josep Tarradellas l'any 1899 en el si d'una família d'antics picapedrers i aleshores vidriers i camperols. Aquí vivia juntament amb els seus pares i l'avi fins als 15 anys que marxà amb la seva família a Barcelona.